# Spurius Nautius Rutilus (tribun consulaire en -424)
Pour les articles homonymes, voir Claudius Sabinus.
Spurius Nautius Rutilus est un homme politique de la République romaine, tribun militaire à pouvoir consulaire en 424 av. J.-C.

## Famille
Il est membre des Nautii Rutili, branche de la gens Nautia. Il est le fils d'un Spurius Nautius Rutilus et le petit-fils de Spurius Nautius Rutilus, consul en 488 av. J.-C. Spurius Nautius Rutilus, consul en 411 av. J.-C., pourrait être son frère.

## Biographie

### Tribunat consulaire (424)
En 424 av. J.-C., Spurius Nautius est élu tribun militaire à pouvoir consulaire, avec Lucius Sergius Fidenas, Appius Claudius Crassus et Sextus Iulius Iullus,. De grands jeux sont organisés au cours de l'année pour célébrer la victoire sur Fidènes et Véies deux ans plus tôt, attirant de nombreux spectateurs venus de cités voisines.
Des candidats plébéiens, avec le soutien des tribuns de la plèbe, commencent à faire campagne pour les élections de l'année suivante. Le Sénat et les tribuns consulaires en titre, réunis secrètement hors de la présence des tribuns de la plèbe, décident que des consuls seront élus pour l’année suivante, excluant ainsi toute candidature plébéienne. Pour éviter les protestations des tribuns de la plèbe contre cette décision, le Sénat envoie les tribuns consulaires enquêter sur une possible agression des Volsques contre les Herniques et confie la garde de Rome à Appius Claudius, réputé pour son antipathie envers les tribuns de la plèbe, à l'image de ses ancêtres.
Pour l'année suivante, les sénateurs parviennent donc à faire élire deux consuls et évitent l'élection de nouveaux tribuns militaires,.